# Neoathyreus excavatus
Neoathyreus excavatus is een keversoort uit de familie cognackevers (Bolboceratidae). De wetenschappelijke naam van de soort werd in 1840 gepubliceerd door Francis de Laporte de Castelnau.